# Eritromelalgia
A eritromelalgia (do grego erythros, vermelho, melos, pernas e algos dor)  ou Doença de Mitchell  é uma doença vascular periférica rara que se manifesta por crises repetidas de inflamação dos pés e pernas ou, raramente, dos braços e mãos. Este quadro clínico é consequência de uma importante vasodilatação (aumento do diâmetro dos vasos sanguíneos), especialmente arteríolas e vénulas, originada por anomalias neuro-patológicas e microvasculares ou por fármacos que relaxam o músculo liso das paredes vasculares.

## Causas
A eritromelalgia primaria é congênita e começa já na infância ou adolescência afetando ambos membros superiores ou inferiores simetricamente. Já a eritromelalgia secundária só começa já na idade adulta pode ser causada por:
- Hipertensão com colesterol LDL elevado,
- Diabetes mellitus,
- Doenças autoimunes como artrite reumatoide ou lúpus eritematoso sistêmico
- Uso de fármacos como verapamil, nifedipino ou bromocriptina (bloqueadores dos canais de cálcio);
- Doenças vasculares como vasculites, policitemia vera, tromboangeíte obliterante,trombocitemia essencial ou fístulas arteriovenosas;
- Linfedema;
- Traumatismo cujos sintomas persistem após a cura da lesão traumática;
- Mutações a nível dos canais de cálcio nos raros casos de eritromelalgia primária (ainda em estudo)[3]

### Patofisiologia
Ainda não está estabelecida, sobretudo nos casos secundários a um traumatismo. O aparecimento da eritromelalgia não tem relação com a gravidade do traumatismo e suspeita-se que a origem seja neurológica.
A síndrome de Raynaud e a acrocianose coexistem muitas vezes nestes pacientes.

## Sinais e sintomas
O sintoma mais proeminente são episódios de vermelhidão (eritema), inchaço, profunda dor do tecido mole (geralmente parece estar irradiando ou com perfuração) e da sensibilidade, juntamente com uma sensação de queimação dolorosa das extremidades (geralmente pés). Estes sintomas são muitas vezes simétricos e afeta as extremidades inferiores com mais freqüência do que as extremidades superiores (mãos). Os sintomas também podem afetar as orelhas e nariz. Para eritromelalgia secundário a outra doença, ataques normalmente precedem e são desencadeados pela condição primária subjacente. As crises podem durar de uma hora até dias de cada vez e ocorrem com pouca freqüência, mas na época de crise ocorrem várias vezes ao dia. Desencadeadores (gatilhos) comuns para esses episódios são o esforço físico, o aquecimento das extremidades afetadas, consumo de álcool ou cafeína, e qualquer pressão aplicada aos membros. Em alguns pacientes até mesmo o consumo de açúcar pode provocar ataques.

## Epidemiologia
Uma pesquisa recente nos EUA encontraram a incidência (número de pessoas por ano com diagnóstico de eritromelalgia) de 1,3 por 100.000 habitantes. Em mulheres foi 3 vezes maior que em homens. A idade média do diagnóstico foi aos 61 anos.

## Tratamento
Deve-se evitar os gatilhos, como sapatos e meias, que desencadeiam as crises e recomenda-se alguma medicação analgésica e anti-inflamatória. Os resultados não são excelentes. Não conhecendo a causa é difícil decidir o melhor tratamento. Quando a causa é conhecida, como os medicamentos bloqueadores dos canais de cálcio, a suspensão do medicamento reverte os sintomas em menos de uma semana. Alguns casos mieloproliferativos respondem muito bem a aspirina. Outros possíveis tratamentos, dependendo da causa, podem ser feitos com prostaciclinas, gabapentina ou com altas doses de magnésio.
Elevar as extremidades e tirar os sapatos e meias costuma aliviar os sintomas.